# Bálsamo de Judea

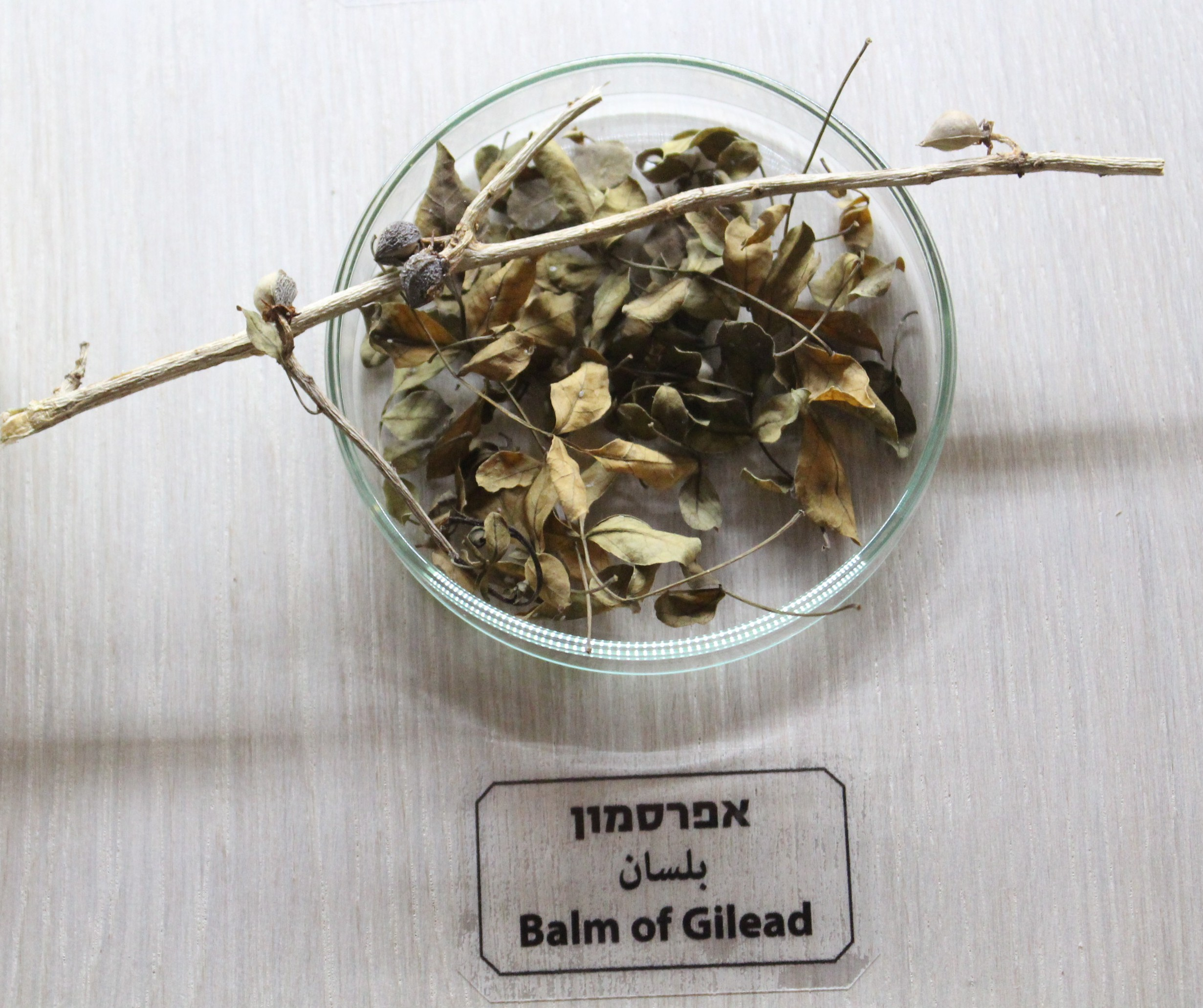
Imagen del bálsamo de la Meca.

El bálsamo de la Meca, carpobálsamo, opobalsam o bálsamo de Judea es un tipo de bálsamo que procede del Commiphora gileadensis, que crece en Arabia y en Egipto.
Es blanco amarillento, fluido, más ligero que el agua, soluble completamente en el éter y los aceites esenciales, particularmente en el alcohol. Su olor, bastante agradable y penetrante, se aproxima al de la trementina mezclada con esencia de limón. Su sabor es amargo, acre y astringente. Los orientales lo trataban como fortificante y han exagerado singularmente sus virtudes incluyéndose casi siempre en los presentes o regalos que hacían a los soberanos.